# Chinchaysuyu spinosa
Chinchaysuyu spinosa — вид павуків-птахоїдів. Описаний у 2023 році.

## Поширення
Ендемік Перу. Поширений у регіоні Кахамарка на півночі країни.

## Назва
Родова назва Chinchaysuyu з мови кечуа перекладається як «Північний регіон». Чинчайсую — адміністративна одиниця в імперії інків, яка розташовувалася на території сучасного Перу. Видовий епітет spinosa є латинським прикметником, що означає «колючковий» і вказує на наявність шипів на черевній частині верхньої щелепи.

## Опис
Розмір голотипного самця становить 23,04 мм, а паратипної самиці — 24,1 мм.